# Newco Plus
Newco Plus (estilizado como Newco+) é um serviço de streaming do Grupo Bandeirantes que estreou em 2022.

## Histórico
A Newco Plus foi anunciada em julho de 2022, em uma parceria com a Watch Brasil. Sua estreia foi anunciada para setembro, porém houve atraso e a estreia ocorreu de fato em dezembro.

## Serviços
A Newco Plus possui um modelo de negócios B2B e trabalha em formato linear e vídeo on demand. O serviço é oferecido pelo provedor de internet.
O serviço diferencia-se do BandPlay por disponibilizar programas da tv fechada. Em seu catálogo, está a programação dos canais AgroMais, Arte 1, BandNews TV, Bandsports, Empreender, Terraviva e Sabor & Arte.